# Бутонига (Пазин)
Бутонига (итал. Bottonega) је насељено место у Републици Хрватској у Истарској жупанији. Административно је у саставу Града Пазина.

## Становништво
Према последњем попису становништва из 2001. године у насељу Бутонига је било 88 становника који су живели у 20 породичних домаћинства.
Кретање броја становника по пописима 1857—2001.
| година пописа  | 1857. | 1869. | 1880. | 1890. | 1900. | 1910. | 1921. | 1931. | 1948. | 1953. | 1961. | 1971. | 1981. | 1991. | 2001. |
| бр. становника | 164   | 170   | 180   | 182   | 182   | 203   | 0     | 0     | 183   | 167   | 154   | 117   | 107   | 107   | 88    |

Напомена:У 1921. и 1931. подаци су садржани у насељу Грдосело. До 1910. исказивано под именом Бутонега (у 1880. Бутониља).